# Sutomišćica
Sutomišćica (italsky Sant'Eufemia) je vesnice a přímořské letovisko v Chorvatsku v Zadarské župě, nacházející se na ostrově Ugljan, spadající pod opčinu Preko. V roce 2011 zde žilo celkem 336 obyvatel. V roce 1991 většinu obyvatelstva (94,1 %) tvořili Chorvati.
Sousedními vesnicemi jsou Lukoran a Poljana. Nejdůležitější dopravní komunikací je silnice D110.